# Vale de Bouro
Vale de Bouro is een plaats (freguesia) in de Portugese gemeente Celorico de Basto en telt 812 inwoners (2001).

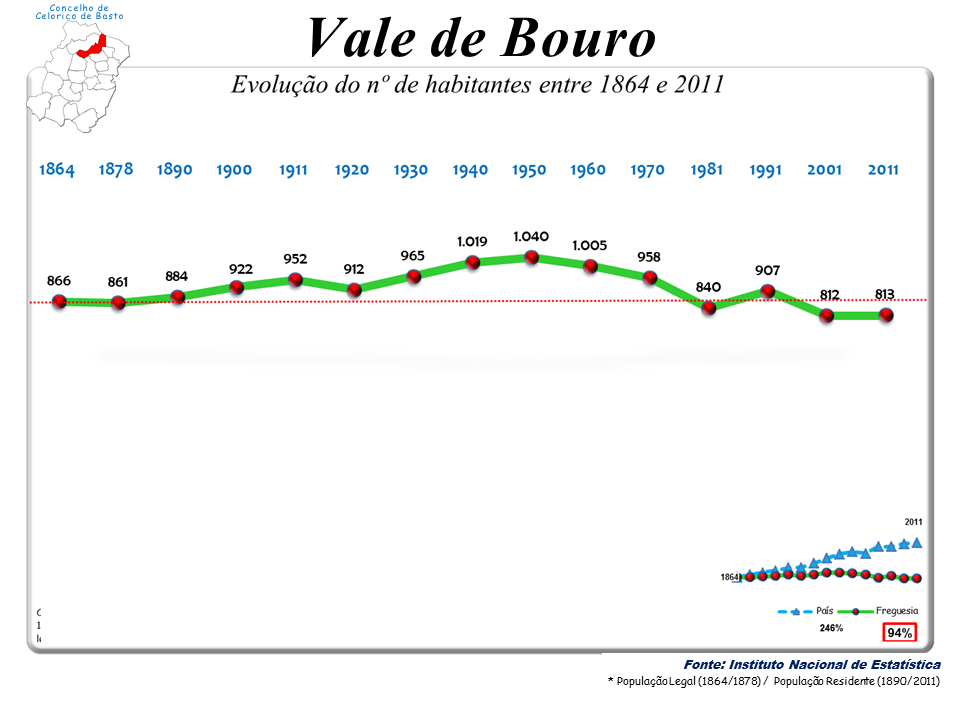
Bevolkingsontwikkeling tussen 1864 en 2011